# Lưu Dư
Lưu Dư (chữ Hán: 劉餘), tức Lỗ Cung vương (魯恭王), là tông thất, vua chư hầu nhà Hán trong lịch sử Trung Quốc.

## Tiểu sử
Lưu Dư là con trai thứ ba của Hán Cảnh Đế, vua thứ sáu của nhà Hán với bà Trình Cơ. Năm 155 TCN, Hán Cảnh Đế lập ông làm Hoài Dương vương. Sang năm 154 TCN, sau khi dẹp loạn bảy nước, Cảnh Đế lại dời ông đến làm vua ở đất Lỗ.
Theo Sử ký Tư Mã Thiên, Lưu Dư là người đẹp trai, thích nuôi chó và ngựa.
Năm 128 TCN dưới thời vua em là Hán Vũ đế, Lưu Dư qua đời. Ông làm vua ở nước Lỗ 27 năm. Con ông là Lưu Quang được kế tập tước Lỗ vương.

## Con cái
1. Lỗ An vương Lưu Quang
2. Quảng Thích Tiết hầu Lưu Điềm
3. Hà Khâu Tiết hầu Lưu Chính
4. Công Khâu Di hầu Lưu Thuận
5. Uất Lang hầu Lưu Kiều
6. Tây Xương hầu Lưu Kính
7. Hoa Kim quận chúa Lưu Ngọc
8. Gia Linh quận chúa Lưu Ý